# マクシミリアン・ギュンター
マクシミリアン・ギュンター（Maximilian Günther, 1997年7月2日 - ）は、ドイツ・オーベルストドルフ出身のレーシングドライバー。FIA フォーミュラ2選手権等を経て、2018年よりフォーミュラEに参戦しており、現在はDS・ペンスキーから同選手権に出場している。

## 経歴

### 初期の経歴
2007年にカートレースを始め、2010年まで各地の選手権で活躍した。2010年にはADAC カート・マスターズでチャンピオンを獲得している。
2011年、ギュンターは四輪レースにステップアップし、この年より開催されたフォーミュラBMW・タレントカップに出場した。この選手権でギュンターは2勝を挙げ、チャンピオンのステファン・ワッカーバウアーに次ぐランキング2位を獲得した。2013年から2014年の2年間、ADAC ベルリン-ブランデンブルグからフォーミュラBMW・ドイツを引き継いだADAC フォルメル・マスターズに参戦した。両年ともランキング2位でシーズンを終えた。

### フォーミュラ3
2015年にギュンターはフォルメル・マスターズで所属したミュッケ・モータースポーツからヨーロッパ・フォーミュラ3選手権に参戦することとなった。彼はノリスリンクで初優勝を飾ったが、残り2ラウンドを残してミュッケを離脱し、最終ラウンドのホッケンハイムリンクでは全日本F3選手権の出場を優先したニック・キャシディに代わってプレマ・パワーチームから出場した。最終的なランキングは8位、ルーキー選手権では5位に入り、ミュッケの5人のドライバーの中では最上位であった。
12月には翌シーズンに向け、最終ラウンドでスポット参戦を行ったプレマと契約を結んだことが発表された。序盤の6戦中5戦でポールポジションを獲得する好調なスタートを切ったが、シーズンが進むとチームメイトのランス・ストロールが圧倒するレースが続き、イモラでの3レースを通じて無得点に終わったことによってチャンピオン獲得の権利を失った。また、この年にはプレマ・セオドールからマカオグランプリに初出場している。
2017年も再びプレマから同選手権に出場した。ポー市街地コースで連勝を飾ったほか、安定した成績を残して前半戦をランキング首位で折り返した。最終的にギュンターはランド・ノリスとジョエル・エリクソンに次ぐランキング3位となり、プレマ内では最高の成績であった。この年、ドイツツーリングカー選手権に参戦するメルセデス陣営のリザーブドライバーを務めたほか、メルセデスAMG F1のシミュレーター作業も担当した。

### フォーミュラ2

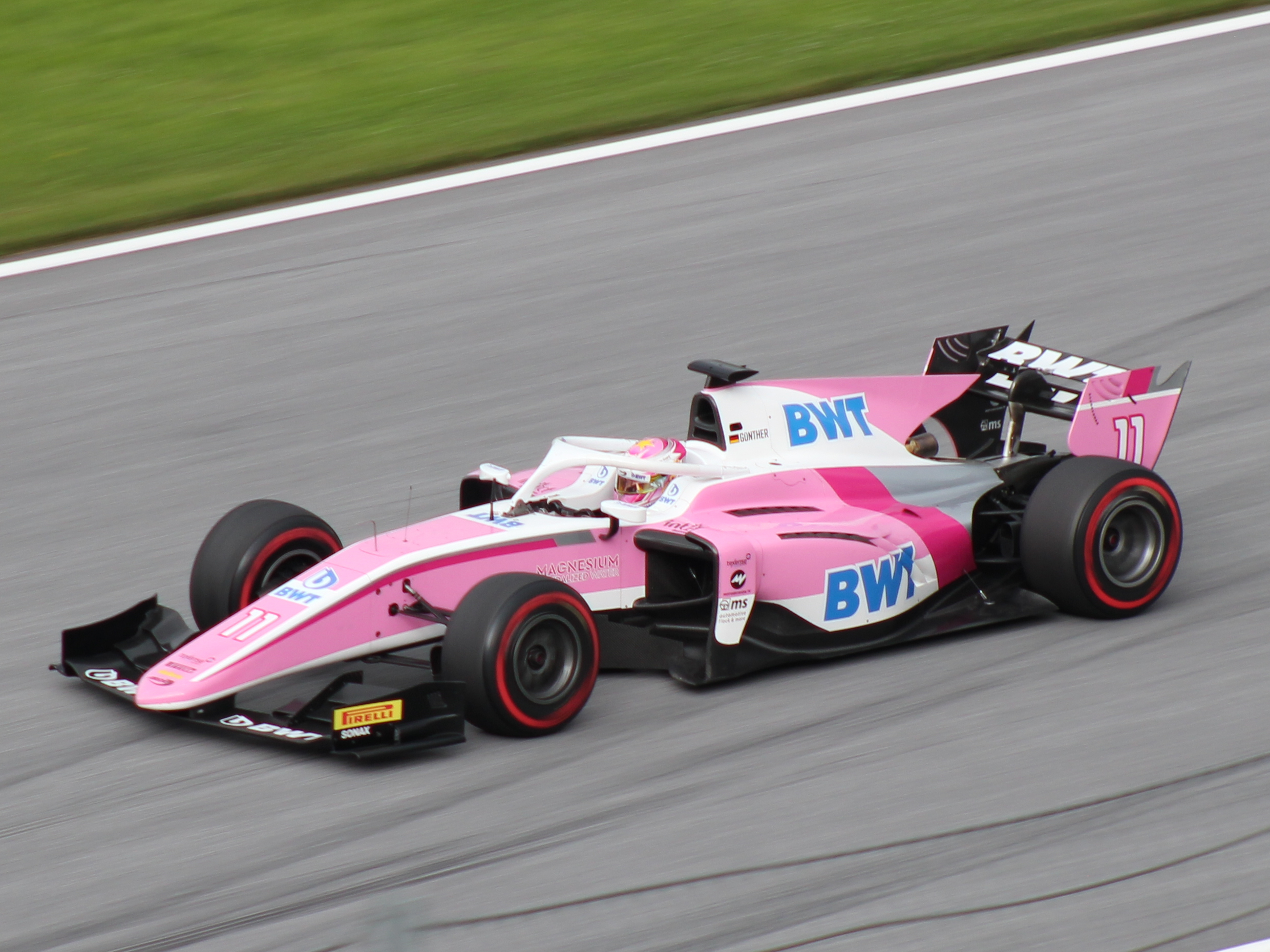
2018年 FIAフォーミュラ2選手権（レッドブル・リンク）

2018年2月、アーデン・インターナショナルはFIA フォーミュラ2選手権に参戦するドライバーにギュンターを起用したことを発表した。チームメイトの福住仁嶺と共にシーズンを通してチームの競争力不足に苦しんだが、リバースグリッドによりポールポジションからスタートしたシルバーストーンのスプリントレースでは、首位を譲らずにジョージ・ラッセルの追撃を振り切って1勝を挙げた。最終ラウンドとなるアブダビ戦を前に、レッドブル・ジュニアチームに所属するダニエル・ティクトゥムにシートを明け渡し、ランキング14位でシーズンを終えた。

### フォーミュラE

#### ジェオックス・ドラゴン（2018-19）
フォーミュラEに参戦するドラゴン・レーシング（当時のチーム名は「ジェオックス・ドラゴン」）は2018年1月に行われたルーキーテストでアンドレア・カルダレッリと共にギュンターを起用し、次いで3月にはリザーブおよび開発ドライバーとしてチームでの公式な役割が割り当てられた。シーズン5に向けたプレシーズンテストではアントニオ・フォコとテストを分担して担当したが、マヒンドラ・レーシングに移籍したジェローム・ダンブロシオの後任としてギュンターがフォーミュラEに参戦することが11月に発表された。
前半戦の一部のレースではチーム側の方針でフェリペ・ナスルが起用され、ギュンターは3戦を欠場したが、復帰戦となったローマeプリを含む2戦でスーパーポールに進出し、決勝でも5位を2度獲得する速さを見せた。すべてのレースに参加することができなかったにもかかわらず、ギュンターはチームメイトのホセ・マリア・ロペスを上回るランキング17位を獲得した。

#### BMW i・アンドレッティ・モータースポーツ（2019-21）
2019年9月、BMW i・アンドレッティ・モータースポーツはDS・テチーターに移籍するアントニオ・フェリックス・ダ・コスタの後任としてギュンターを起用することを発表した。ギュンターはアレクサンダー・シムズとコンビを組んだ。
第3戦サンティアゴでは3番手スタートからポールポジションのミッチ・エバンスを交わしてトップに浮上した。レース終盤にテチーターのダ・コスタが首位を奪ったものの、最終周で再びダ・コスタをターン9で追い抜き、そのままフォーミュラEでの初優勝を飾った。第5戦マラケシュでもテチーターの2台とトップ争いを演じ、最終周でバッテリー残量が底を付いたジャン＝エリック・ベルニュをフィニッシュライン直前で交わして2位表彰台を獲得した。
その後、新型コロナウイルスの感染拡大に伴う中断を挟み、8月にベルリンでシリーズは再開された。テンペルホーフ空港に設けられた特設コースで6戦が集中的に開催された後半戦のうち第8戦では、終盤のベルニュとのバトルを制してシーズン2勝目、自身とBMWの母国での優勝を達成した。2勝を挙げる躍進のシーズンとなったが、表彰台を獲得したレース以外はすべてノーポイントに終わっており、ドライバーズランキングは9位にとどまった。
チームはは2021年シーズンに向け、ギュンターとの契約を1年延長した。マヒンドラに移籍したシムズに代わり、アストンマーティンからドイツツーリングカー選手権（DTM）に参戦していたジェイク・デニスが新たなチームメイトとなった。

#### ニッサン・e.dams（2021-22）
2021年8月、ニッサン・e.damsはマヒンドラに移籍するオリバー・ローランドの後任としてギュンターの起用を発表した。チームメイトはe.damsのエースで、2015-16シーズンのFE王者であるセバスチャン・ブエミとなった。

#### マセラティ・MSG・レーシング（2022-）
2021年11月、ニッサン・e.damsを離れ、マセラティ・MSG・レーシングへの加入が発表された。車番は前年度の「22」から「7」へ変更し参戦する。チームメイトは前年度ランキング3位のエドアルド・モルタラ。

## レース戦績

### フォーミュラ

#### フォーミュラE
| 年        | チーム                      | シャシー | パワートレイン           | 1      | 2       | 3      | 4      | 5       | 6      | 7      | 8     | 9       | 10      | 11     | 12    | 13      | 14    | 15      | 16      | 順位 | ポイント |
| --------- | --------------------------- | -------- | ------------------------ | ------ | ------- | ------ | ------ | ------- | ------ | ------ | ----- | ------- | ------- | ------ | ----- | ------- | ----- | ------- | ------- | ---- | -------- |
| 2022-23年 | マセラティ・MSG・レーシング | Gen3     | マセラティ・Tipo Folgore | MEX 11 | DIR DNS | DIR 19 | HYD 13 | CAP Ret | SAP 11 | BER 3  | BER 6 | MON Ret | JAK 3   | JAK 1  | POR 6 | RME 3   | RME 6 | LON 12  | LON 18  | 7位  | 101      |
| 2023-24年 | マセラティ・MSG・レーシング | Gen3     | マセラティ・Tipo Folgore | MEX 4  | DIR 7   | DIR 9  | SAP 9  | TOK 1   | MIS 3  | MIS 12 | MON 9 | BER Ret | BER Ret | SHA 21 | SHA 8 | POR Ret | POR 8 | LON Ret | LON Ret | 8位  | 73       |